# Gnathochromis
Gnathochromis é um gênero de peixe da família Cichlidae endêmico do lago Tanganica.

## Espécies
Estão descritas as seguintes espécies:
- Gnathochromis permaxillaris (David, 1936)
- Gnathochromis pfefferi (Boulenger, 1898)